# Gia Doonan
Gia Doonan (* 30. Juni 1994 in Rochester, Massachusetts) ist eine US-amerikanische Ruderin.
Gia Doonan ruderte bei den U23-Weltmeisterschaften 2016 sowohl im Vierer ohne Steuerfrau als auch im Achter und gewann in beiden Bootsklassen den Titel. 2017 war sie als Ersatzruderin bei den Weltmeisterschaften dabei, kam aber nicht zum Einsatz.
Beim Weltcup 2018 in Luzern trat Doonan ebenfalls im Vierer und im Achter an und belegte jeweils den dritten Platz. Auch bei den Weltmeisterschaften in Plowdiw ruderte Doonan in zwei Bootsklassen. Zusammen mit Victoria Opitz belegte sie dort den neunten Platz im Zweier ohne Steuerfrau. Mit dem US-Achter siegten Opitz und Doonan vor den Kanadierinnen und den Australierinnen. 2019 ruderte Gia Doonan bei den Weltmeisterschaften in Linz nur im Achter und gewann Bronze hinter den Booten aus Neuseeland und aus Australien. Im Finale der Olympischen Spiele in Tokio erreichte der US-Achter den vierten Platz.